# Jorge Dely Valdés
Jorge Luis Dely Valdés (Colón, 12 maart 1967) is een voormalig Panamees voetballer. Hij is een tweelingbroer van Julio Dely Valdés en de jongere broer van Armando Dely Valdés.

## Panamees voetbalelftal
Jorge Dely Valdés debuteerde in 1992 in het Panamees nationaal elftal en speelde 34 interlands, waarin hij 13 keer scoorde.